# Виноградное (Сумская область)
Виногра́дное (укр. Виноградне; до 2016 г. Радго́спное) — посёлок, Буймерский сельский совет, Тростянецкий район, Сумская область, Украина.
Код КОАТУУ — 5925081203. Население по переписи 2001 года составляло 54 человека .

## Географическое положение
Посёлок Виноградное находится недалеко от истоков реки Буймер. В 2-х км расположено село Зубовка, в 2,5 км — село Буймер. К посёлку примыкает большой лесной массив (дуб). Рядом проходит автомобильная дорога Т-1913.